# Sreepur (Kailali)
Sreepur (nep. श्रीपुर) – gaun wikas samiti w zachodniej części Nepalu w strefie Seti w dystrykcie Kailali. Według nepalskiego spisu powszechnego z 2001 roku liczył on 2035 gospodarstw domowych i 13512 mieszkańców (6824 kobiet i 6688 mężczyzn).